# Radio Soest
Radio Soest was de lokale omroep voor de dorpskernen Soest en Soesterberg van de gemeente Soest.
Radio Soest begon in 1972 als de Algemene Radio Omroep Soest kortweg: A.R.O.S. en is in 1990 omgedoopt tot Radio Soest toen men van Ziekenomroep overging naar de status: Lokale Omroep.
Radio Soest is vanaf januari 2023 opgegaan in een streekomroep Eemland1, een fusie tussen de lokale omroepen van Baarn, Bunschoten en Soest.
Radio Soest zond uit met twee zenders, thans in gebruik voor Eemland1:
- 105.9 FM voor Soest
- 107.9 FM voor Soesterberg

Piet Ekel (Malle Pietje uit Swiebertje) maakte er jarenlang een programma over oud-Soest.